# 플라토닉 (2014년 드라마)
《플라토닉》(일본어: プラトニック)은 2014년 5월 25일부터 7월 13일까지 NHK BS 프리미엄의 프리미엄 드라마 범위(매주 일요일 22:00 ~ 22:49)에서 방송된 일본의 텔레비전 드라마이다. 주연은 나카야마 미호.

## 개요
캐치프레이즈는, 〈사랑했던 때가, 그가 죽는 때.〉.
심장 질환을 앓는 딸을 가진 싱글 마더와, 그녀의 앞에 갑자기 나타난, 구세주같은 수수께끼의 청년의 비극적 러브 스토리.

## 캐스트
- 모치즈키 사라 (41) - 나카야마 미호
- 청년 - 도모토 쯔요시
- 사에키 타케히코 (44) - 요시다 에이사쿠
- 모치즈키 사리 (14) - 나가노 메이
- 모치즈키 카즈히사 (36) - 코이즈미 코타로
- 우스이 타츠오 (50) - 니시하라 준
- 히로스에 쇼고 (21) - 마에다 고키
- 츠즈키 미와 (21) - 노무라 마스미
- 쿠라타 아츠시 (53) - 오미 토시노리
- 테츠 (72) - 비토 이사오
- 유세이 마사코 (73) - 카가 마리코

## 스태프
- 각본 - 노지마 신지
- 음악 - 우에노 코지
- 프로듀스 - 카마타니 쇼이치로
- 연출 - 오오츠카 쿄지, 나가누마 마코토, 요시노 히로시
- 주제가 - 빌리 조엘 〈The Stranger〉 〈Honesty〉
- 의료 감수 - 타카하시 마사오
- 아로마 지도 - 일본 아로마 환경 협회
- 제작 통괄 - 이소 토모아키, 마츠하라 히로시(AX-ON)
- 제작 저작 - NHK, AX-ON

## 방송 일자
| 각 화 | 방송일          | 부제                 | 연출            | 오프닝 송  | 엔딩 송    |
| ----- | --------------- | -------------------- | --------------- | ---------- | ---------- |
| 제1회 | 2014년 5월 25일 | 스트레인저           | 오오츠카 쿄지   | 스트레인저 | 오니스티   |
| 제2회 | 6월 1일         | 어머니라고 하는 우리 | 오오츠카 쿄지   | 오니스티   | 스트레인저 |
| 제3회 | 6월 8일         | 딸의 첫사랑          | 나가누마 마코토 | 스트레인저 | 오니스티   |
| 제4회 | 6월 15일        | 언젠가의 소녀        | 나가누마 마코토 | 오니스티   | 오니스티   |
| 제5회 | 6월 22일        | 사랑                 | 요시노 히로시   | 오니스티   | 스트레인저 |
| 제6회 | 6월 29일        | 둘만의 세계          | 요시노 히로시   | 오니스티   | 스트레인저 |
| 제7회 | 7월 6일         | 약속                 | 마츠하라 히로시 | 스트레인저 | 피아노 맨  |
| 제8회 | 7월 13일        | 오니스티             | 오오츠카 쿄지   | 스트레인저 | 오니스티   |